# 早鳥條款
早鳥條款（英語：Early Bird exception），是一個有關於NBA各球團與球員之間簽下無視球隊薪金上限合約之特例條款的一種。與拉里·伯德條款（）內容大致相同，是可以讓球團無視球隊薪金上限簽下球員。

## 條款起源
早鳥條款是拉里·伯德條款的弱化版本，這個版本是為了某些對球隊有相當程度貢獻的球員，但是又不是球隊的長期主要靈魂人物，如球隊中的NBA最佳第六人，也許是替補主力，由於球團有著薪資上限與支付豪華稅的壓力與風險，當球團把大部分的薪資額度給了球隊的第一線球員後，通常已經沒有能力花大錢留下這類球員（或者說，這類球員也不到花大錢的價值，因為才效力該球隊兩年左右），於是就有了這個弱化版的早鳥條款誕生。

## 條款內容
該條款是規定只要選手在所屬球隊曾經連續效力兩年以上，在合約期滿成為自由球員後，該所屬球隊可以無視球隊薪金上限簽下該球員（原在NBA的勞資雙方協議中，只要球團中所有球員的總薪資超過球隊薪金上限，則球團無法與任何其他自由球員簽約）。
此條款除了球員必須是在所屬球曾經效力超過兩年以外，期間也不能被所屬球隊揮棄(waive)或者以自由球員身份加入別的球隊，而在重新簽訂的合約中，最長合約年限為五年，最少為兩年，且第一年的薪資以該球員上季薪資的1.75倍為準、或是聯盟平均薪資﹝也就是中產階級條款的價碼﹞，兩者取較高者為早鳥條款合約的第一年薪水，每年的薪資漲幅與拉里·伯德條款一樣，最高不可以超過10.5%。

## 與早鳥條款相關之特殊條款
- 拉里·伯德條款（Larry Bird exception）
- 非鳥條款（Non-Bird exception）

## 外部連結
- NBA Salary Cap 101 (英文網站) （页面存档备份，存于）
- NBA Players' Association CBA page (英文網站)